# Henri-Corentin Buysse
Henri-Corentin Buysse (* 18. März 1988 in Amiens) ist ein französischer Eishockeytorwart, der seit 2017 erneut bei den Gothiques d’Amiens in der französischen Ligue Magnus unter Vertrag steht.

## Karriere

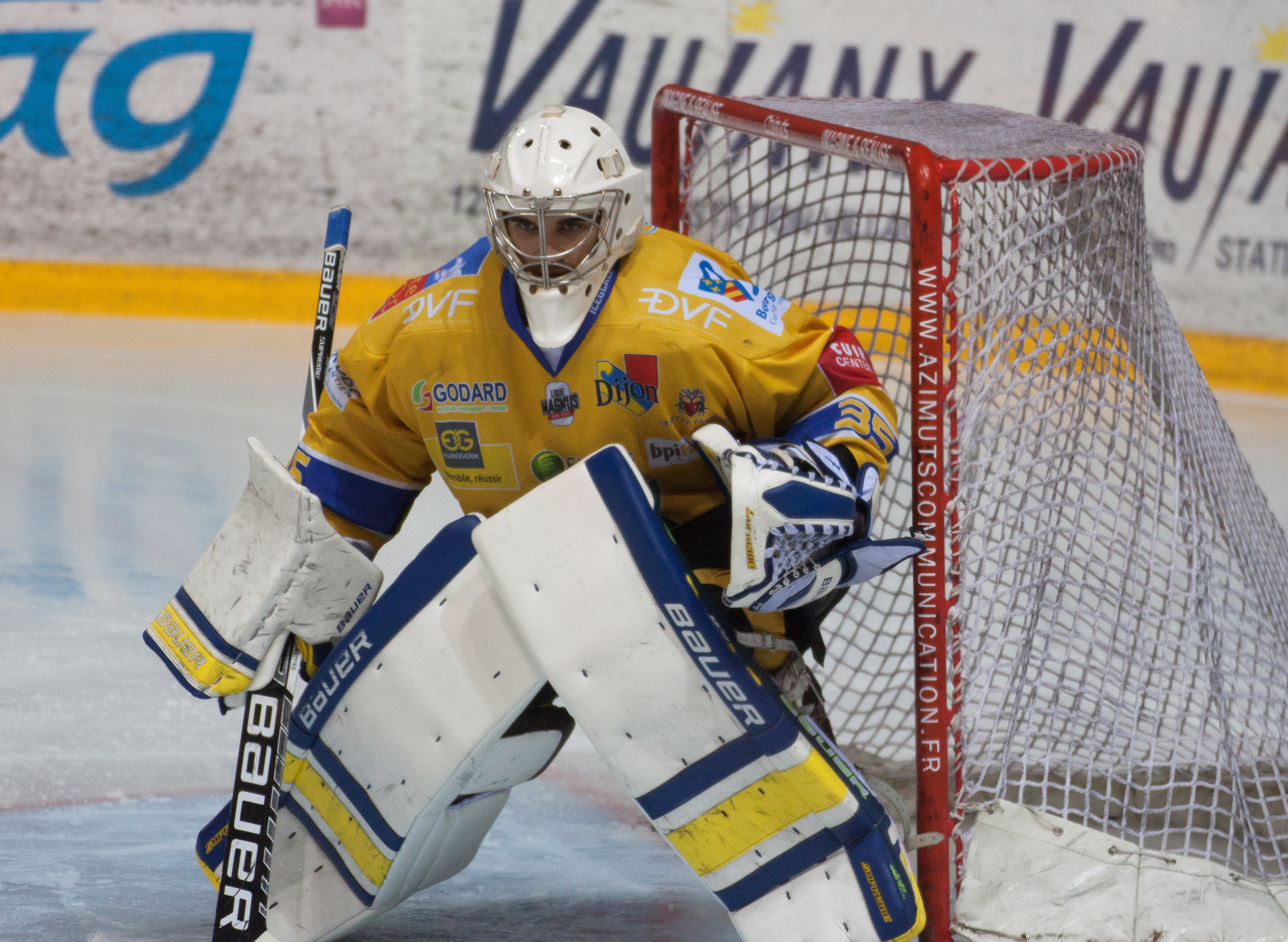
Henri-Corentin Buysse (2014)

Henri-Corentin Buysse begann seine Karriere als Eishockeyspieler in seiner Heimatstadt in der Nachwuchsabteilung der Gothiques d’Amiens, für deren Profimannschaft er in der Saison 2006/07 sein Debüt in der Ligue Magnus, der höchsten französischen Spielklasse, gab. Gleich in seiner ersten Spielzeit wurde er Stammtorhüter und stand in 25 Spielen seiner Mannschaft zwischen den Pfosten. Im folgenden Jahr konnte der Franzose an seine guten Leistungen anknüpfen und wurde schließlich mit der Trophée Jean-Pierre Graff als Rookie des Jahres der Ligue Magnus ausgezeichnet. Von 2009 bis 2011 spielte er für Amiens’ Ligarivalen Avalanche du Mont-Blanc. Zur Saison 2011/12 wechselte er innerhalb der Ligue Magnus zu den Pingouins de Morzine.
Weitere Stationen seiner Karriere waren die Ducs de Dijon und der Chamonix Hockey Club, ehe er 2017 zu seinem Heimatverein zurückkehrte. Mit diesem gewann er 2019 und 2020 jeweils den Coupe de France.

### International
Für Frankreich nahm Buysse im Juniorenbereich an den U18-Junioren-B-Weltmeisterschaften 2005 und 2006 sowie der U20-Junioren-Weltmeisterschaft 2008 teil. Im Seniorenbereich stand er bei der Weltmeisterschaft 2009, bei der er als dritter Torhüter jedoch ohne Einsatz blieb, 2019 und 2022 im Aufgebot seines Landes.

## Erfolge und Auszeichnungen
- 2008 Trophée Jean-Pierre Graff
- 2008 Ligue Magnus All-Star Team
- 2009 Ligue Magnus All-Star Team
- 2010 Ligue Magnus All-Star Team
- 2012 Bester Gegentorschnitt (2,21) der Ligue Magnus
- 2018 Ligue Magnus All-Star Game
- 2018 Trophée Jean Ferrand
- 2019 Französischer Pokalsieger mit den Gothiques d’Amiens
- 2020 Französischer Pokalsieger mit den Gothiques d’Amiens